# Waterstop
Een waterstop is een middel dat wordt gebruikt om vochtinsijpeling in beton te voorkomen.
Oorspronkelijk werden betonnen constructies waterdicht gemaakt door deze te injecteren met chemische harsen. Naast het feit dat deze constructies enkel curatief (het bestrijden van de infiltratie van water) konden worden behandeld, kwam een groot deel van deze chemische samenstelling ongewild in de bodem terecht en zorgde op die manier voor bodemverontreiniging.
Tegenwoordig wordt er meer en meer gebruik gemaakt van pvc-plaatjes die geplaatst worden in de stortnaden en constructievoegen.
Recent zijn er echter enkele producenten die hydrofiele waterstops ontwikkeld hebben. Deze waterstops zwellen in contact met water op en creëren hierdoor een druk tegen het omgevend beton. De constructie wordt zo afgedicht en het water wordt gestopt. Hydrofiele waterstops zijn meestal beschikbaar in de vorm van zwelbanden en sinds kort ook in de vorm van pluggen en ringen. Deze pluggen en ringen kunnen, in tegenstelling tot de zwelbanden, gebruikt worden voor het afdichten van centerpennen en betonbekistingen. Zwelbanden worden meestal ingezet voor het waterdicht maken van de constructievoegen.
Vooral in tunnels en damwanden worden hydrofiele zwelbanden in grote mate gebruikt.